# Stabat Mater (Poulenc)
Lo Stabat mater, FP148 per soprano solo, coro misto e orchestra è una composizione di Francis Poulenc scritta fra il 1950 e il 1951. La composizione è dedicata alla memoria di Christian Bérard, artista profondamente legato al compositore francese, prematuramente scomparso nel febbraio 1949.

## Caratteristiche
Francis Poulenc, compositore dallo spirito vivace e mondano, si avvicina alla sfera sacra dell'arte dopo la morte di un suo caro amico nel 1936. In quell'anno si reca in pellegrinaggio al Santuario di Rocamadour dove riscopre le sue radici cristiane e scrive le "Litanies à la Vierge Noire". La perdita di quest'altro suo amico, Christian Bérard, apprezzato scenografo con cui aveva condiviso l'esperienza della rinnovata fede, lo portarono a scrivere questo grande affresco sacro, modellato su una delle più toccanti poesie cristiane, anche se l'idea originaria era quella di scrivere un Requiem.
La dedica recita: 
L'orchestrazione è molto impegnata e variegata, nello stile del Poulenc maturo: i temi usano armonie modali, tonali e politonali. Sono presenti sia maestosi ripieni orchestrali assieme al soprano e al coro, che momenti di grande intimità (cfr. Fac ut ardeat strutturato come mottetto a tre voci).
L'organico è quello di una grande orchestra sinfonica romantica.

## Struttura
1. Stabat mater dolorosa (Très calme)
2. Cujus animam gementem (Allegro molto - Très violent)
3. O quam tristis (Très lent)
4. Quae moerebat (Andantino)
5. Quis est homo (Allegro molto - Prestissimo)
6. Vidit suum (Andante)
7. Eja mater (Allegro)
8. Fac ut ardeat (Maestoso)
9. Sancta mater (Moderato - Allegretto)
10. Fac ut portem (Tempo di Sarabanda)
11. Inflammatus et accensus (Animé et très rythmé)
12. Quando corpus (Très calme)

## Prima esecuzione
La prima esecuzione avvenne il 13 giugno 1951 durante il Festival di Strasburgo, con l'Orchestra municipale di Strasburgo e il Coro di Saint-Guillaume sotto la direzione di Fritz Münch. Il soprano solista fu Geneviève Moizan.

## Organico
2 flauti, ottavino, 2 oboi, corno inglese, 2 clarinetti in Sib, clarinetto basso, 3 fagotti, 4 corni francesi, 3 trombe, 3 tromboni, tuba, timpani, 2 arpe, archi, soprano (o mezzosoprano) solo e coro misto (SATB).